# Mini Mario & Friends: amiibo Challenge
Mini Mario & Friends: amiibo Challenge és un títol digital de la saga Mario vs. Donkey Kong per a Wii U i Nintendo 3DS. Va ser anunciat per Nintendo el 13 de gener de 2016, i va sortir el dia 28 d'abril a Europa.

## Jugabilitat
La jugabilitat segueix el patró dels jocs Mario vs. Donkey Kong. És necessari utilitzar la pantalla tàctil per posicionar ponts i tubs als llocs concrets i conduir el seu Mini cap al final de cada nivell, que és representat amb una porta amb el símbol d'una banderola. No obstant, aquest joc porta també fases temàtiques per a cadascun dels personatges jugables (com una mansió per al Mini Luigi, un observatori especial per a Mini Rosalina, una selva per a Mini Donkey Kong i Mini Diddy Kong, etc.), que poden ser habilitades descobrint una sortida secreta als nivells; les sortides secretes són representades per portes amb el símbol del personatge que haurà d'utilitzar-se al nivell secret. Mini Mario & Friends: amiibo Challenge porta més de setanta nivells, que són els mateixos per a cada versió, i no té mode multijugador.

### Figures compatibles
És necessari tenir un amiibo compatible per habilitat personatges jugables. Les figures compatibles són les de:
- Yoshi (Super Mario, Super Smash Bros., Yarn Yoshi) – El Mini Yoshi pot empassar-se enemics.
- Toad (Super Mario) – El Mini Toad pot saltar sobre petits forats.
- Mario (Super Mario, Super Smash Bros., 30th Anniversary) – El Mini Mario pot saltar per les parets.
- Luigi (Super Mario, Super Smash Bros.) – El Mini Luigi pot ser salts més alts.
- Peach (Super Mario, Super Smash Bros.) – La Mini Peach pot flotar a l'aire per un temps.
- Diddy Kong (Super Smash Bros.) – El Mini Diddy Kong pot agafar-se a plataformes.
- Donkey Kong (Super Smash Bros.) – El Mini Donkey Kong pot escalar superfícies.
- Bowser (Super Mario, Super Smash Bros.) – El Mini Bowser pot fer un Ground Pound per destruir blocs.
- Bowser Jr. (Super Smash Bros.) – El Mini Bowser Jr. pot utilitzar el Clown Car per travessar punxes.
- Rosalina (Super Smash Bros.) – La Mini Rosalina pot utilitzar el Super Jump.
- Altres amiibo – Desbloquegen el personatge especial Mini Spec.

## Actualitzacions
1.1.0 / 9 de juny de 2016 [40 MB]
Pel que sembla no s'ha afegit res en especial, tot i que es creu que les figures amiibo Bowser i Donkey Kong de la línia Skylanders estaven presentant problemes de lectura.

## Desenvolupament
El 13 de gener de 2016 es va anunciar un nou joc relacionat amb la sèrie Mario vs. Donkey Kong, Mini Mario & Friends: amiibo Challenge, un joc digital que es pot baixar per a 3DS i Wii U al Japó el 28 de gener a través d'una promoció especial: al comprar una figura amiibo a botigues seleccionades, la persona guanya un codi de descàrrega per baixar el joc a la seva consola; segons Nintendo el joc serà llançat normalment a la eShop en una data posterior. Per descarregar el joc fan falta 2400 blocs (320 MB) a la 3DS o 322 MB a la Wii U.
Al Nintendo Direct del 3 de març de 2016 s'anuncià que sortiria la eShop americana de 3DS i Wii U el 28 d'abril de 2016, on podrà ser baixat de franc pels jugadors. Algunes botigues nord-americanes triades per Nintendo oferiran un accés anticipat del joc a partir del 25 de març. A la regió PAL va ser llançat el mateix dia, i a Austràlia, un dia més tard. El seu web oficial nord-americà es va fer públic el 23 de març de 2016. El joc va re-sortir com a recompensa al programa My Nintendo del 2 de maig a l'1 d'agost de 2016, i oficialment a la eShop el 19 d'octubre de 2016.

## Recepció i màrqueting
A principis de maig de 2016, Nintendo of America va penjar al seu web temàtic Play Nintendo plantilles i instruccions per crear suports d'amiibo tematizats amb el joc.